# Park Narodowy Llogara
Park Narodowy Llogara (alb. Parku Kombëtar i Llogarasë/Llogorasë) – albański park narodowy położony w górach Çika, w okręgu Wlora. Założony został w 1966 r. obejmuje lesistą dolinę przełęczy Llogara pomiędzy poziomem 470 m a 1540 m n.p.m., w której występują m.in. sosna czarna, sosna bośniacka, jodła bułgarska oraz jesion.